# 馬林沃爾德湖

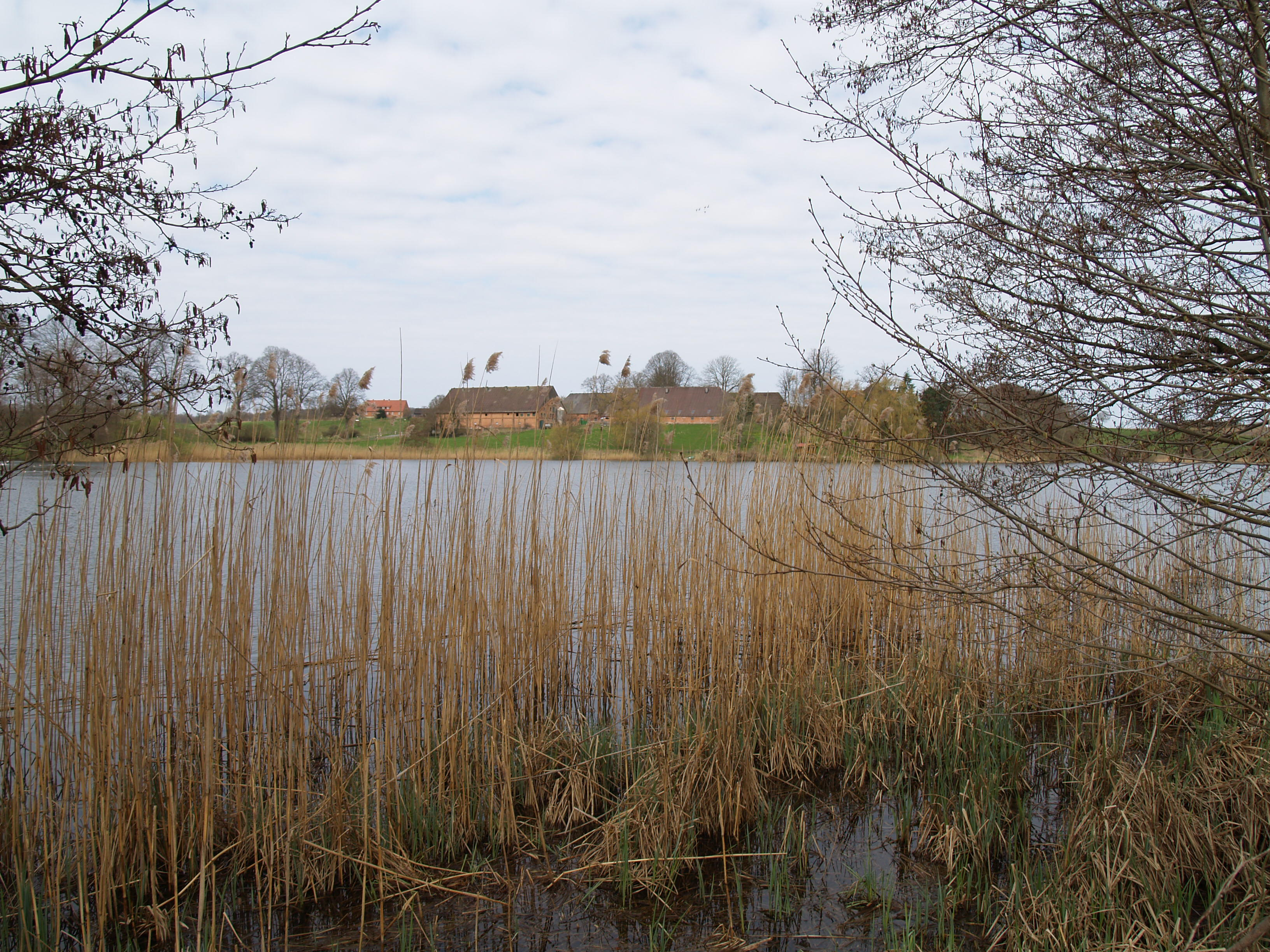

53°39′0.29377″N 10°41′56.899109″E / 53.6500816028°N 10.69913864139°E
馬林沃爾德湖（德語：Marienwohlder See），是德國的湖泊，位於該國北部石勒蘇益格-荷爾斯泰因州，由勞恩堡縣負責管轄，面積0.11平方公里，平均水深2.3米，最大水深4.4米，水體容量26.9萬立方米，湖岸線長度1.8公里。